# 都営バス杉並支所

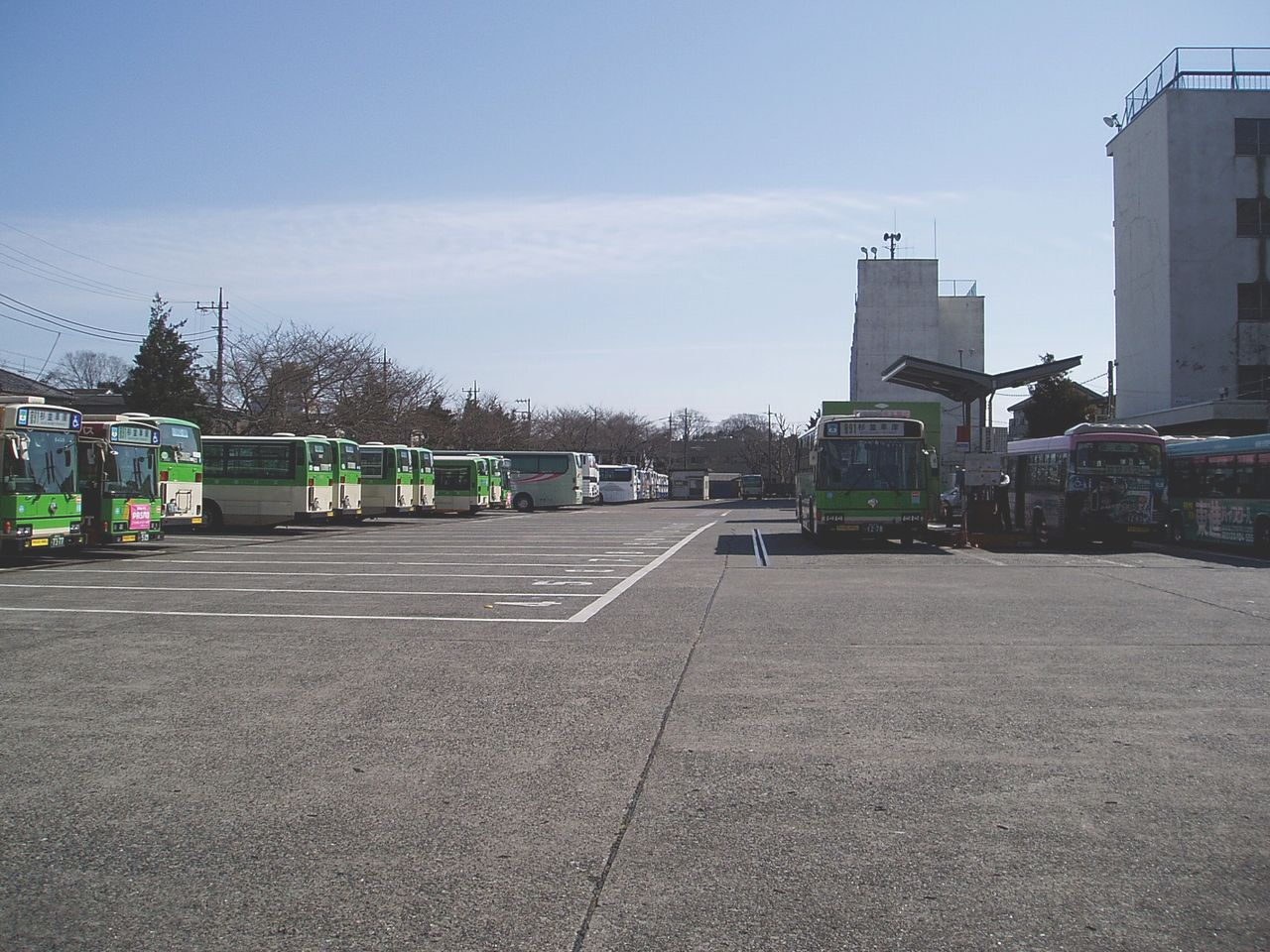
奥は高速バスの待機場となっている

都営バス杉並支所（とえいバス すぎなみししょ）は、東京都杉並区梅里に所在する都営バスの営業所（支所）。正式名称は東京都交通局小滝橋自動車営業所杉並支所で、営業所記号はD。ナンバーは杉並（元は練馬）である。最寄りバス停留所は「杉並車庫前」。
都電杉並線の車庫跡地に移転して1966年に開所して以来、杉並自動車営業所として運営されてきたが、2000年12月12日の都営地下鉄大江戸線全線開業と同時に営業所から支所に降格された。2003年4月1日からははとバスへ委託された。都営バスでは初めて民間委託された営業所・支所である。

## 概要
管轄路線は比較的長距離のものが多く、また営業所から離れたエリアを走る路線も受け持っている。このため路線は東京23区西部を中心に、杉並区・渋谷区・新宿区・中野区・練馬区・板橋区・北区・世田谷区・港区・品川区・千代田区の11区にまたがっており、宿91系統が大森駅・大森操車所まで運行されていた時には、目黒区・大田区まで、都03系統や初代・宿75乙系統の所管時には中央区や保谷市（現：西東京市）にも乗り入れていた。
かつては所管路線が多く集まる新宿駅を中心に、西側は荻窪駅を経て東伏見、東は銀座を経て晴海埠頭方面へ至る路線を受け持っていた。特に晴海埠頭方面は、新宿駅から都市新バス（都03系統）として運行していた。しかし、都03は長距離のため道路渋滞による遅延が後を絶たないことから地下鉄利用者が増えていき、都市新バスにもかかわらず営業係数が120 - 130ほどの路線だった。さらには晴海見本市会場が東京ビッグサイトに移転したことによる利用者の減少が進んだ。そのため、2000年12月12日の都営地下鉄大江戸線全線開業時に、新宿駅西口 - 四谷駅前間が廃止されたうえで深川営業所へ移管され、杉並営業所は同日、早稲田営業所管下の支所に降格した。杉並営業所時代は管轄下に青梅支所を置いていたが、改正により杉並・青梅は早稲田の管轄下に変わっている。
2003年（平成15年）のはとバス委託当時の杉並は、京王バスとの相互乗り入れ系統で、はとバスに委託されない渋66系統を新宿支所に移管し、王78と宿91の2系統のみの運行担当となって山手線内の路線の担当がなくなり、所属車両数も青梅支所よりも少なくなった。しかしその後の2005年（平成17年）以降には、品川営業所と新宿支所から品97系統がはとバス委託路線となるため移管を受けて再び都心部や山手線内の路線を担当することとなり、渋66系統もはとバス委託路線となり、新宿支所から復帰、新江62系統（2013年9月廃止）のはとバス委託路線がなされ練馬から移管されるなど、はとバス委託路線が増加すると営業エリアが再び拡がりを見せている。
2009年4月1日には、杉並支所を管轄する営業所が早稲田から小滝橋営業所に移管された。青梅支所は早稲田営業所管轄下のままである。

## 沿革
- 1966年（昭和41年）11月30日：堀ノ内営業所を杉並電車営業所跡地に移転、杉並自動車営業所とする。
- 1972年（昭和47年）7月2日：王78系統を志村営業所に移管。
- 1977年（昭和52年）12月16日：東75系統が新宿駅までに短縮されて宿75系統となる。中77系統は短縮、高79系統が廃止となる。
- 1979年（昭和54年）11月23日：宿75系統、市02系統が廃止となる。
- 1982年（昭和57年）
  - 3月29日：志村営業所閉鎖と同時に王78系統が杉並に復帰。
  - 12月26日：中77系統が廃止。
- 1984年（昭和59年）2月16日：宿91系統の大森操車所 - 野沢銀座間が廃止（短縮）。該当区間は東急バス・森91系統単独となる（東急も新代田駅以北は廃止）。
- 1993年（平成5年）3月31日：都05系統に参入、深川営業所との共管とする。
- 2000年（平成12年）12月12日：都03・05系統を深川営業所へ移管。同時に早稲田営業所杉並支所に降格。青梅支所も早稲田営業所管轄となる。
- 2003年（平成15年）4月1日：はとバス委託化。渋66系統を新宿支所へ移管。
- 2005年（平成17年）4月1日：品97系統を品川営業所より移管となる。
- 2006年（平成18年）4月1日：渋66系統を新宿支所より再移管。
- 2008年（平成20年）4月1日：品97系統を港南支所との共管とする。
- 2009年（平成21年）4月1日：小滝橋営業所杉並支所に変更。新江62系統を練馬支所より移管。
- 2013年（平成25年）
  - 4月1日：宿91系統の新代田駅 - 駒沢陸橋間が廃止（短縮）。
  - 10月1日：新江62系統を廃止。
- 2014年（平成26年）4月1日：高71系統を小滝橋営業所より移管。
- 2025年  (令和7年)　4月1日：高71系統を小滝橋営業所に移管。[1]

### 堀ノ内営業所として発足

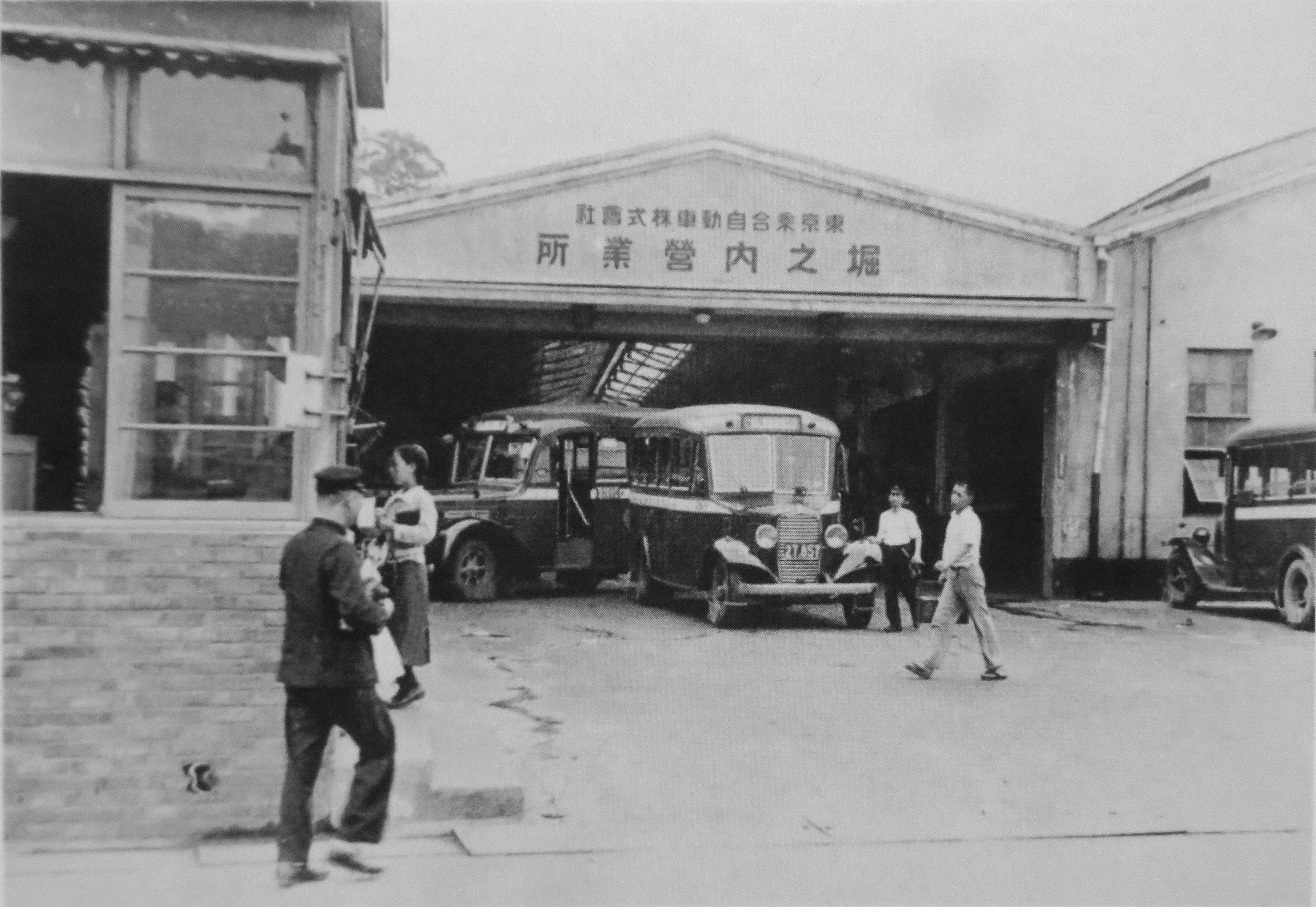
東京乗合自動車、堀之内営業所（1936年、撮影：石川光陽）

杉並支所の直接の前身は、環七通りの「堀ノ内」停留所の西側に隣接していて、現在の「都営堀の内三丁目アパート」が所在する地に存在した堀ノ内営業所である。1932年（昭和7年）に「青バス」の名称で親しまれた東京乗合自動車によって開設された。東京乗合自動車は当時すでに東京市内（東京都心）に多くの路線を持ち好成績を上げていた。その中で堀ノ内営業所は、青梅街道を経由して、東中野・代田橋などの郊外と、青梅街道の起点である新宿、さらに都心方面とを結ぶバス路線を運営していた。やがて1938年（昭和13年）に東京乗合自動車は、日本初の地下鉄（現在の東京メトロ銀座線）を運営していた東京地下鉄道に買収されるが、運行形態に特段の変動は生じなかった。
しかし日中戦争・太平洋戦争が始まり戦時統制が厳しくなると、「青バス」は決定的な転機を迎えた。政府は1938年（昭和13年）陸上交通事業調整法を制定し、日本各地に乱立していた交通事業者の整理に一挙乗り出した。この中で東京市内にあっては、旧東京市内（東京15区）のバスはすべて東京市に統合、旧東京市内以外のバスは地域を4ブロックに分けて各ブロックごとに、東京横浜電鉄（現：東急、いわゆる「大東急」）、武蔵野鉄道（現：西武鉄道）、東武鉄道、京成電気軌道（現：京成電鉄）がそれぞれ統合主体とされた。これに従えば本来、堀ノ内営業所の営業エリアは東京横浜電鉄が統合主体となるブロックに属することになり、青梅街道沿線を除けば、現在杉並区や中野区を営業エリアとしているバス会社は大東急の一部であった京王バスとその大東急の傘下にあった関東バスであるが、旧市内へ連絡する路線を持っていた堀ノ内営業所は「青バス」ごと東京市に統合されることとなった。これが現在の都営バスの一部となった起こりであるが、こうした歴史的経緯から戦後より現在に至るまで、青梅街道沿線では都営バスが営業権を持っているとされる。
戦後に都営バス堀ノ内営業所として発足してからは、1949年（昭和24年）に堀ノ内自動車営業所青梅支所が青梅市に置かれ、阿佐ケ谷駅から青梅街道をひたすら西進して青梅支所まで至る301系統（現：梅70系統）が開設している。都営バスが青梅街道沿線の営業権を保有していたからこそこうした長距離路線が開設できたこととなるが、後に梅70系統は経路短縮により23区内へ乗り入れなくなり、青梅支所管内は末期の八王子支所と同様に都営バスとしては孤立した営業エリアとなっている。

### 堀ノ内営業所の移転
1963年（昭和38年）、都電唯一の狭軌線だった14系統（新宿駅前 - 荻窪駅前）が廃止された。青梅街道に面した杉並電車営業所の敷地は遊休地となり、手狭になりつつあった堀ノ内営業所はより広い電車車庫跡地へ移転することになる。1966年11月30日に堀ノ内営業所は杉並電車営業所跡地に移転し、杉並自動車営業所と改称した。
このころの杉並営業所は、荻窪の四面道以東の青梅街道を軸に新宿や都心を結ぶ路線を多数運行していた。そのうちの1つが304系統であり、1968年の都電撤去で新設された511系統を担当する基礎となる。両系統は1970年に統合され、現在の都03系統へとつながっていく。

### 環七通りを基軸に
ただ、青梅街道には都電14系統の代替となる地下鉄丸ノ内線が開通しており、交通局は杉並営業所の新たな方向性を練らなければならなくなっていた。折から環七通りの整備が進んでいたことから、交通局では高円寺陸橋に近い場所に立地する杉並営業所を核に、山手線西側の環七通り全域へと路線を伸ばす計画を立て、堀ノ内移転直前の1966年、66系統（現在の王78系統：新宿駅西口 - 王子駅線。一時的に志村営業所へ移管）が開業した。翌1967年には、5系統（後の宿73→宿91系統）を延長して高円寺以南の環七通りを縦走する138系統（後の宿91系統）を東京急行電鉄（現：東急バス）と相互乗り入れで、新宿駅西口 - 若林駅前 - 大森駅山王口 - 大森操車所も開業した。
また、高円寺陸橋から大原陸橋の間では既存の130系統や131系統（現在の渋66系統）、中77系統代田橋 - 中野駅 - 江古田駅などの共同運行相手の関東バス、京王帝都電鉄（現：京王バス）、東京急行電鉄（現：東急バス）まで巻き込んだ激しい乗客獲得合戦に発展した。1972年には66系統とほぼ似たルートで国際興業バス（現在の赤31系統：高円寺駅 - 赤羽駅。関東バスと共管）も参戦してきた。しかし、大原陸橋を中心とした環七通りの渋滞が悪化し定時運行の確保が難しくなっていくと、路線の廃止や共同運行先の撤退が相次ぐようになる。

### 路線再編と都市新バス
1977年の路線再編は杉並営業所でも行われ、東75系統を新宿駅で運行を打ち切ったほか、中77系統は中野駅で分断された。中野駅から北側が関東バスの運行となったほか、高79系統は不採算を理由に全線廃止された。1979年の再編ではさらに追い討ちをかけるように、東75の系統番号変更による（旧）宿75系統 が廃止されたほか、南阿佐ヶ谷駅より西側の路線が全て廃止されたことで事実上撤退となった。さらに1982年には中77系統が廃止されたほか、1984年には宿91系統が野沢銀座まで短縮の上、野沢銀座から南側が東急バスの単独運行となった。
その一方で、志村営業所へ移管されていた王78系統は、1982年の志村営業所閉鎖によって杉並営業所へ再移管された。
（旧）宿75系統が廃止になった後も、銀71系統は山手線を東西に貫く幹線として需要があり、1988年、都営バス3番目の都市新バス路線に選ばれて都03系統と姿を変えた。しかし、東京ビッグサイトの完成により東京国際見本市会場が閉鎖され乗客が激減。道路の渋滞で日比谷以西は地下鉄への流出が止まらなくなり、2000年（平成12年）の都営地下鉄大江戸線開業時に行われた再編で四谷駅までに短縮され、深川営業所へ移管された（後述）。

### はとバス委託へ
2003年4月1日より、都営バスでは初となるはとバスへの民間委託が開始された。

## 現行路線

### 渋66系統

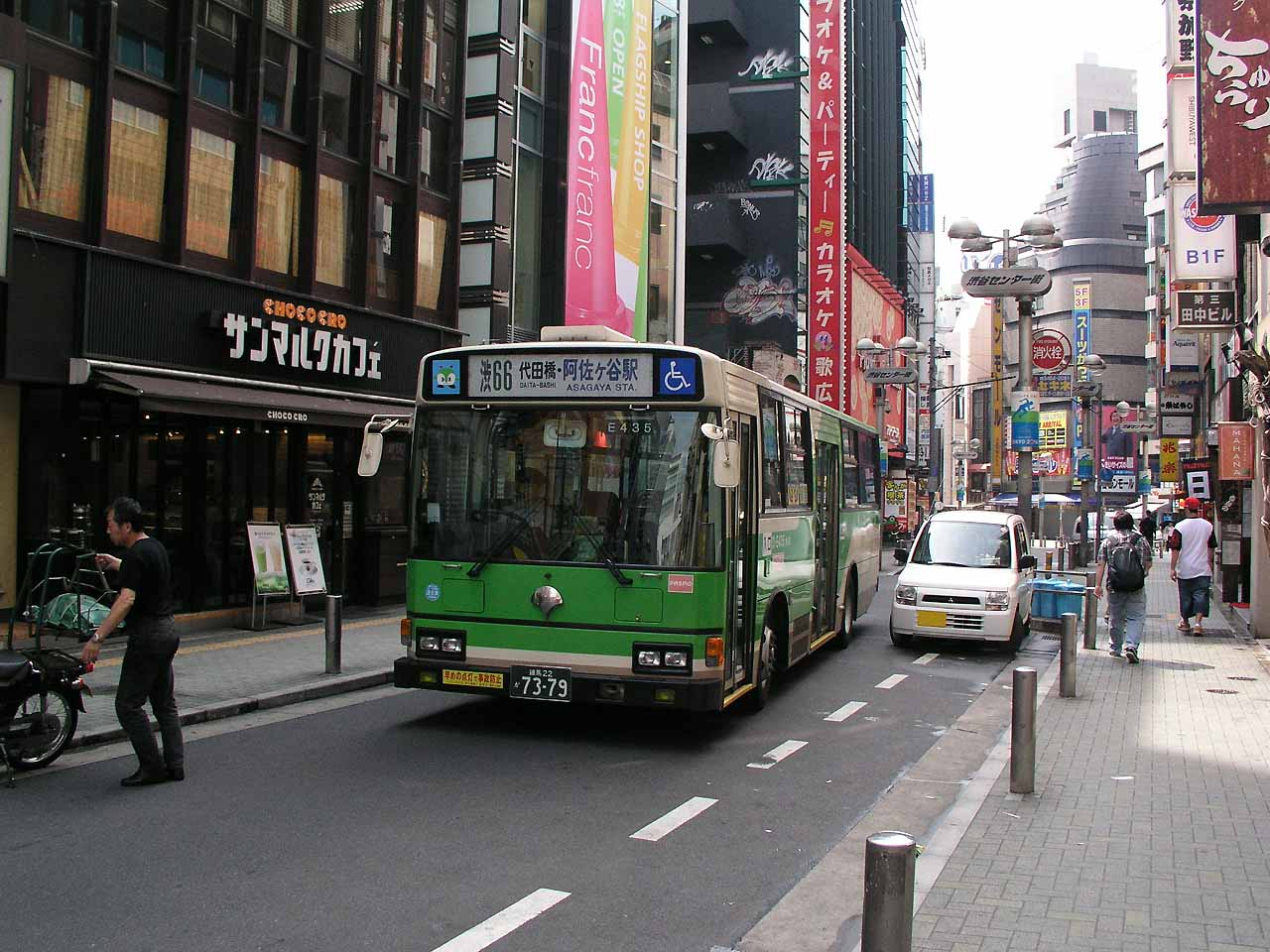
井ノ頭通りを走る渋66 (D-E435)

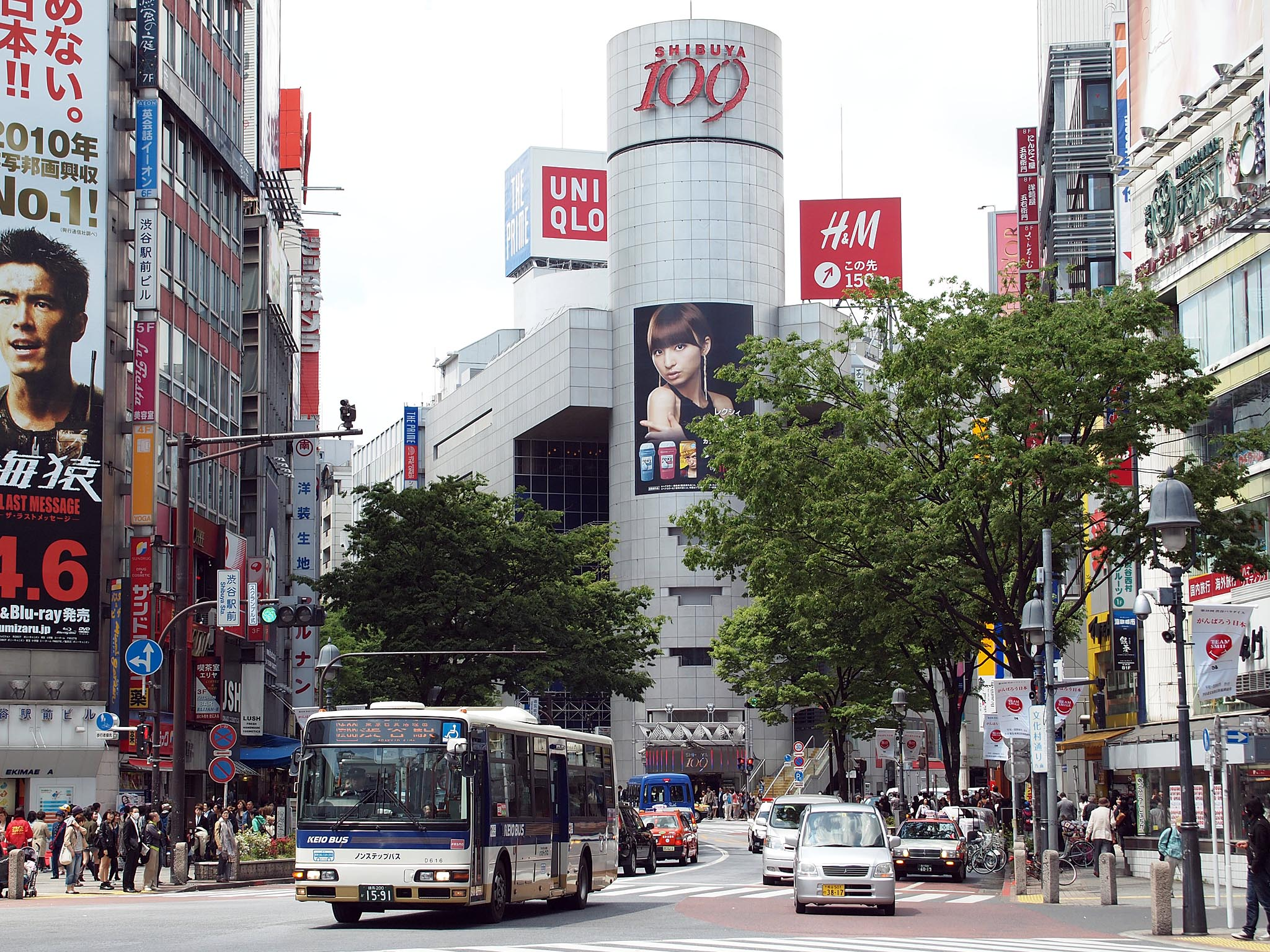
109の前を走る渋66 (京王・D30616)

- 渋66：阿佐ヶ谷駅 - 杉並区役所 - 杉並車庫 - 代田橋 - 新国立劇場前 - 富ヶ谷 - 渋谷駅（京王バス中野営業所と共同運行）
- 渋66：杉並車庫 - 堀ノ内 - 和田堀橋 - 代田橋 - 新国立劇場 - 代々木八幡駅入口 - 富ヶ谷 - 渋谷駅
- 渋66：阿佐ヶ谷駅 - 杉並区役所 - 新高円寺 - 杉並車庫
- 渋66：阿佐ヶ谷駅 - 杉並区役所 - 新高円寺 - 杉並車庫 - 堀ノ内 - 和田堀橋

阿佐ヶ谷駅から主に青梅街道、環七通り、甲州街道、山手通りを経由して渋谷駅西口へ至る路線。富ヶ谷〜渋谷駅西口間は行きと帰りで経路が異なっており、渋谷行きは東急百貨店前（神山通り）経由、渋谷発は宇田川町（井の頭通り）経由で運行する。ただし、祭典などが行われる日は神山通りが通行止めになるため、渋谷区役所経由となる。JR中央線と京王線に囲まれた杉並区和田・堀ノ内・方南・和泉から渋谷まで直通輸送を担い、沿線の各学校への通学需要もある。出入庫便は杉並車庫・和田堀橋発着が運転される（和田堀橋発着は阿佐ヶ谷駅便のみ、杏林大学杉並病院前 - 阿佐ヶ谷駅区間便、渋谷駅発方南八幡通り止まり、和田堀橋始発渋谷駅行は、京王側のみが運行）。
都バス一日乗車券、都営まるごときっぷ、東京フリーきっぷ、都営交通無料乗車券は都営便のみ、京王バス発行のIC都区内一日乗車券は京王便のみの取り扱いとなる（都営地下鉄#一日乗車券、京王電鉄バス#運賃・乗降方式と乗車券も参照）。

1972年の系統番号変更により131系統から渋66系統となった。都営と東急の相互乗り入れ系統だった東98系統が東急バスの単独運行となった現在では、都営バスと民営バスとの相互乗り入れ系統はこの系統（京王バスと共同）、臨海支所の新小20系統（パートナーは京成バス東京）の2系統のみとなった。

2003年4月のはとバス委託時に渋66系統だけは委託を免れ新宿支所へ移管されたが、同時に都営と京王の本数比率が逆転して京王便のほうが多くなる。その後、交通局の方針変更で渋66系統も2006年4月よりはとバス委託となり、新宿支所から杉並支所に再移管、同時に新宿は分駐所に格下げされた（その後2009年4月のはとバス委託により再び新宿支所となる）。
共同運行している京王バスでは永福町営業所が担当してきたが、2019年2月18日より中野営業所担当に変更となった。これに伴い、京王担当の出入庫便が変更されている。

### 王78系統

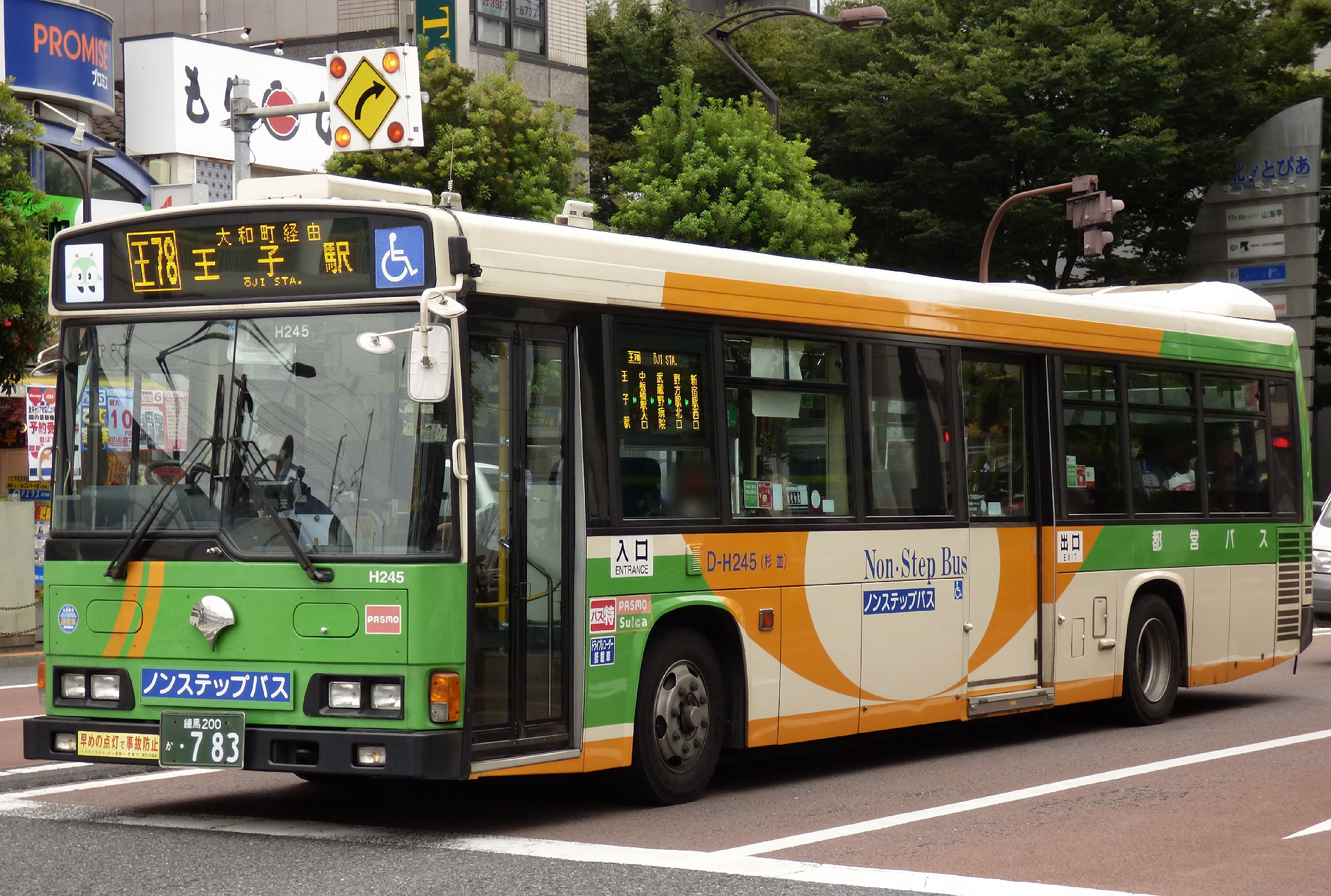
王子駅前バスターミナルを目前にした王78 (D-H245)

- （66→）王78：新宿駅西口 - 中野坂上 - 高円寺陸橋 - 野方駅北口 - 大和町 - 北区神谷町 - 王子駅
- 王78：杉並車庫 - 高円寺駅入口 - 野方駅北口 - 大和町 - 北区神谷町 - 王子駅
- 王78：杉並車庫 → 高円寺駅入口 → 野方駅北口 → 大和町
- 王78：大和町 → 野方駅北口 → 高円寺駅入口 → 東高円寺駅 → 中野坂上 → 新宿駅西口

新宿駅から王子駅まで、主に青梅街道と環七通りを経由して運行する路線。都バスとしては唯一板橋区内を経由する。走行距離は18kmを超え、23区内のみ運行する路線バスとしては最も長い。途中の高円寺陸橋から神谷一丁目まで環七を12kmに渡り走行するが、これは環七全長のおよそ1/4に当たる。高円寺駅入口 - 東十条四丁目間では、関東バス・国際興業バスの赤31系統（高円寺 - 赤羽）と重複するため、両社との区間指定共通定期券を取り扱っている。野方付近では経路上に関東バスの高10/60、70系統のみ使用する停留所がある。
基本的に全線通し運行だが、夜間は杉並車庫発着便が運行されるほか、朝1便のみ大和町発着便が運行される。 環七通りの整備に伴い、1966年4月に誕生した。当初は堀ノ内営業所が担当し、1972年（昭和47年）7月に一度志村営業所へ移管されていたが、1982年3月の志村営業所廃止により杉並営業所へ復帰した。この際に経由地が新宿中央公園から東京医大病院に変更された。その後は練馬営業所→練馬支所との共管時代があったものの（はとバス委託に伴い解消）、その間も含めると30年以上にわたり所管を続けている。練馬との共管解消と同時に練馬車庫への出入便だった豊玉北発着が廃止となったが、この豊玉北発着は練馬車庫への出入庫便のため杉並は担当しなかった。

### 宿91系統
- （5→宿73/138→）宿91：新代田駅 - 代田橋 - 和田堀橋 - 堀ノ内 - 東高円寺駅 - 中野坂上 - 新宿駅西口
- 宿91：堀ノ内 - 東高円寺駅 - 中野坂上 - 新宿駅西口
- 宿91：杉並車庫 - 東高円寺駅 - 中野坂上 - 新宿駅西口
- 宿91：新代田駅 - 代田橋 - 和田堀橋 - 堀ノ内 - 杉並車庫

杉並支所の所管路線で唯一、所管変更が行われていない（2017年現在）路線で、新宿駅から青梅街道を西へ走り、高円寺陸橋から環七通り経由で新代田駅まで向かう。東急バスとの共同運行として大森操車所まで運行していたが、1984年に野沢銀座で分断と同時に大森地区から撤退した。その後、1993年に駒沢陸橋まで延長され、僅かながら大森発着時代の一部区間が復活したこととなった。その後、2013年4月1日のダイヤ改正で駒沢陸橋 - 新代田駅間が廃止（短縮）された。

宿91は環七通りの開通後、東京急行電鉄（現・東急バス）が運行していた大森操車所 - 駒沢公園間の系統と、都営の5系統をつないで相互乗入れを行うこととなり、1967年（昭和42年）6月25日、138系統・新宿駅西口 - 大森駅 - 大森操車所間として運行開始、東急では環七線と呼称した。後系統番号整理で宿91系統となる。

しかし、環七通りと青梅街道の渋滞が激しく定時運行が困難だったことに加え、東急電鉄が担当拠点の駒沢営業所を廃止することにしたため、第3次再建計画に伴う追加の路線再編成を兼ねて、東急駒沢営業所閉鎖を目前に控えた1984年（昭和59年）2月16日付けで路線を分割。都営は新宿駅西口 - 野沢銀座（宿91）、東急は新代田駅 - 大森操車所間の環七線・森91系統とした。この分断に際し、通常は両社の運行エリアの境界付近である新代田駅で分割されるところを、宿91系統では野沢付近から新宿方面への直通需要が残っていたため、都営側が引き続き東急エリアに乗り入れる形態で残された。折り返し場所は、新代田駅前にある都営の代田操車場を東急が使用し、逆に都営が東急の野沢折返所を使用することで施設使用料が発生しないように調整された。この際に東急は環七線を駒沢営業所から大橋営業所に移管した。

その後、1990年に新代田駅折り返しの宿73系統を統合したため、新代田駅以遠に乗り入れるのは全運行回数の3分の1程度に減るように見えた。1993年（平成5年）に宿91系統は駒沢陸橋まで延長され、わずかながら大森駅発着時代の一部区間が復活した。これは野沢銀座発着時の折り返しに使用していた東急バス野沢折返所が廃止され、折り返し地点を駒沢陸橋下のUターンレーンに変更したことによるものである。この駒沢陸橋停留所は都営バスの延長に合わせて新設され、陸橋側を走行する東急の森91系統は停留所の設置箇所（側道上）の影響もあって停車せず、降車専用停留所には「大森行きは止まりません」と表示されている。同時に以前から駒沢陸橋まで回送して折り返していた小田急バス（現：小田急ハイウェイバス）の下61系統も、駒沢陸橋まで営業区間を延長している。
宿91系統の堀ノ内停留所はかつて堀ノ内自動車営業所があった場所で、跡地に建てられた都営堀の内三丁目アパートの敷地内に折返所が設けられており、現在も一部に堀ノ内発着が運転されている。堀ノ内と杉並車庫の間は回送運転している。杉並車庫発着の出入便は新宿駅西口発着が多いが、一部は新代田駅発着（かつては駒沢陸橋発着）も少数ながら運転されている。他に新宿駅西口から別系統となる便もこの系統で出入庫している。
2013年4月1日の改編で需要の激減した新代田駅 - 駒沢陸橋間を廃止し、宿91系統が発足する前の5系統と同じ新宿駅西口 - 新代田駅間に短縮した。しかし系統番号が5系統の直接の後身である宿73に戻ることはなかった。また同日の改編で港南支所担当の東98系統も東急バスの単独運行に変更されたため、世田谷区を走る都営バスはわずかな区間となった。さらに世田谷区内の守山小学校停留所が、学校の廃校に伴い2016年（平成28年）4月1日付で代田六丁目（旧守山小学校）に改称された。

### 品97系統
- 品97：品川駅高輪口 - 魚籃坂下 - 古川橋 - 天現寺橋 - 西麻布 - 青山一丁目駅前 - 信濃町駅前 - 四谷三丁目 - 新宿三丁目 - 新宿駅西口
- 品97：品川車庫 → 品川駅高輪口 → 高輪警察署 → 魚籃坂下 → 天現寺橋 → 西麻布 → 青山一丁目駅 →　信濃町駅南口 → 四谷三丁目 → 新宿追分 → 新宿駅西口（平日朝2本）
- 品97：品川駅高輪口 - 泉岳寺 - 魚籃坂下 - 天現寺橋 - 西麻布 - 青山一丁目駅（平日の3往復）

おもに新宿通り、外苑東通り、外苑西通り、明治通りを経由して、新宿から品川へ至る路線。区間便を除き、港南支所との共同運行である。品川駅 - 高輪一丁目では行きと帰りで経路が異なっており、品川行きはグランドプリンス新高輪経由、品川発は泉岳寺経由で運行する。また、日祝日の日中は新宿通りで歩行者天国が実施されるため、新宿三丁目 - 新宿駅西口間で歌舞伎町（靖国通り）を経由する。

平日朝に2本運行される品川車庫発便は、1便目は品川駅まで全て通過するが、2便目は第一京浜上の各停留所にも停車する。 品川駅前 - 四谷三丁目を結んでいた都電7系統の廃止に伴う代替バス路線507系統として品川管轄で運行を開始した。2000年12月の大江戸線全線開業時の再編までは四97系統として品川車庫 - 天現寺橋 - 四谷駅間を結んでいたが、この再編時に、都03系統の新宿駅西口 - 四谷駅間、および田70系統（新宿駅西口 - 田町駅東口 - 港区スポーツセンター）の全線が廃止されたため、これらの代替として四谷三丁目から西に進路を変え新宿通りを新宿三丁目・新宿追分へと向い、新宿駅西口に至るようルートを変更して品97系統となった。
四97系統時代は品川営業所が単独で担当していたが、都営地下鉄大江戸線全線開業に伴う路線再編成に伴い、新宿支所が主管として大半の便を担当する形での共管となった。
2003年（平成15年）4月からは、渋66系統が新宿支所に移管されたことに伴う負担軽減と回送距離削減を理由に新宿支所の担当便が減少し、主管が品川営業所に戻された。2005年（平成17年）4月1日付ではとバス受託運行路線となり、全便が杉並支所に移管された。
2008年4月1日付けで港南支所がはとバスに委託され、杉並支所と港南支所による共管系統となった。はとバス委託支所同士による共同運行路線はこの品97系統が初である。また港南支所（および品川ナンバーの都営バス）が新宿駅西口に乗り入れる唯一の系統である。

夜間には、品川駅から国道15号 - 山手通り（大崎駅・中目黒駅・初台）を経由して杉並車庫までの回送が行われている。そのため営業路線とはまったく関係のないエリアで同所の車両を見ることができ、その際には営業路線ではないものの、東98系統の都営バス撤退以後も目黒区内で都営バスの車両を見ることができる。

## 廃止・移管路線

### 市02系統
- （304折返→35→）市02：新宿駅西口 - 新宿二丁目 - 四谷三丁目 - 四谷見附 - 桜田門 - 築地 - 築地三丁目 - 海幸橋 - 築地中央市場（主なバス停のみ停車）

1951年（昭和26年）8月28日に304折返系統として開通した路線である。第2次再建計画に伴う追加の路線再編成により、1979年（昭和54年）11月22日限りで廃止されたが、築地市場の書き入れ時である年末を目前に控えた廃止が問題になったためか、同年12月24日から1980年（昭和55年）1月18日まで一乗車200円（当時の一般系統は一乗車110円）で臨時運行された。

### 都03・05系統（グリーンアローズ）

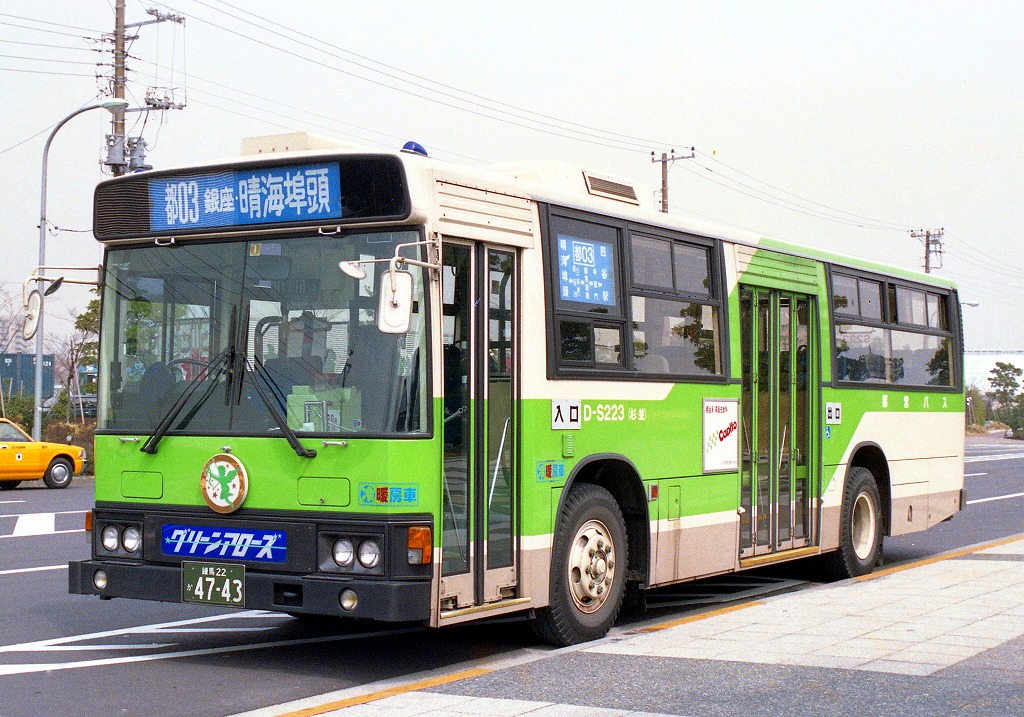
杉並担当時代の「都03」専用車両 (D-S223)

- （304・511→銀71→）都03：晴海埠頭 - 勝どき二丁目（現・勝どき駅） - 銀座四丁目 - 数寄屋橋 - 日比谷 - 三宅坂 - 四谷駅 - 四谷三丁目 - 新宿三丁目 - 歌舞伎町 - 新宿駅西口

1968年（昭和43年）2月25日の都電第2次撤去に合わせ、11系統の代替の511系統として開業後、1972年（昭和47年）の新系統番号化で銀71系統、1988年の都市新バス化で都03系統を名乗るまで一貫して担当していた。
11系統は新宿電車営業所、その後大久保電車営業所が担当していたが、当時の堀ノ内営業所では終戦直後から新宿 - 月島間で並行、300系統と有楽町駅 - 清水操車所間がまったく同一ルートで晴海埠頭行という「304系統」を持っていた。511系統の設定で304系統は減便され、1970年（昭和45年）3月27日の都電第5次撤去と同時に511系統に統合され廃止となった。
第2次再建計画に伴う路線再編成では、新宿駅西口までに短縮された東75系統の代替として、銀71系統が増便された（後述）。都市新バス最盛期の1990年代前半には、数寄屋橋 - 勝どき二丁目間は都04・都05の両系統とともに頻繁運転していた。しかし、1996年に晴海見本市会場が有明の東京ビッグサイトにその役目を引き継いで閉鎖されると一気に乗客の減少が始まる。
2000年12月12日の都営地下鉄大江戸線開業による再編で、新宿駅西口 - 四谷三丁目間を品97系統に譲り（四谷三丁目 - 四谷駅前間は廃止）、四谷駅以南に短縮して深川営業所へ移管された。2012年4月1日付ではとバス委託路線となり、現在は港南支所が担当している。
- 都05：晴海埠頭 - 勝どき二丁目（現：勝どき駅） - 銀座四丁目 - 有楽町駅 - 東京駅丸の内南口

原型は銀71→都03系統の折返便で、都05系統として開通してからは深川営業所が単独で担当していたが、1993年（平成5年）3月31日付けで杉並営業所が参入し共管となる。乗務員の交代は東京駅丸の内南口で実施し、乗務員は杉並車庫最寄りの新高円寺駅から丸ノ内線で移動していた。その後都03系統の短縮・移管に伴い深川営業所の単独に戻された。

### 新江62系統
- 新江62：大泉学園駅 - 東大泉二丁目 - 三原台一丁目 - 谷原二丁目 - 中村橋駅入口 - 練馬区役所 - 練馬駅 - 新江古田駅（末期は1往復のみ）
- 新江62：大泉学園駅 - 東大泉二丁目 - 三原台一丁目 - 谷原二丁目 - 中村橋駅入口 - 練馬区役所 - 練馬駅（末期は3往復のみ）
- 新江62出庫：練馬車庫 → 練馬駅 → 練馬区役所 → 中村橋駅入口 → 谷原二丁目 → 三原台一丁目 → 東大泉二丁目 → 大泉学園駅　（末期は昼1回のみ）
- 新江62出庫：練馬車庫 → 豊玉北四丁目 → 練馬駅通り → 練馬区役所 → 中村橋駅入口 → 谷原二丁目 → 三原台一丁目 → 東大泉二丁目 → 大泉学園駅（練馬駅非経由。末期は朝1回のみ）
- 新江62入庫：大泉学園駅 → 東大泉二丁目 → 三原台一丁目 → 谷原二丁目 → 中村橋駅入口 → 練馬区役所入口 → 練馬駅前 → 桜台駅 → 練馬車庫

都営バスでは都区内最西部に当たる西武池袋線の大泉学園駅前を発着していた。1950年（昭和25年）に練馬営業所と西武バス練馬営業所の共同運行で開設され、1973年（昭和48年）に西武バスが撤退、都営単独となる。
2009年（平成21年）4月1日付けではとバス管理委託路線となり、132系統→宿62系統時代から長く担当していた練馬支所から杉並支所へ移管された。杉並へ移管後も練馬支所時代のダイヤをなぞっており、はとバス委託化してもなお不採算路線であった。
練馬支所時代には大型車の運行が見られたが、杉並支所移管後は品川から転属してきた中型車の日野・レインボーRJによる運行がほとんどとなり、大型車の運行は練馬支所時代より減った。2012年にレインボーRJが廃車後は、中型長尺車のレインボーHR（10.5m車）での運行となった。
入庫便の練馬駅前停留所は、南口の他社の降車所の千川通り上にあり、これは廃止まで存続していた。杉並支所所属のはとバス乗務員の休憩は練馬支所で行われていた。練馬車庫前発着便に関しては、朝に杉並車庫から回送で来た大泉学園駅前行きが練馬車庫前から営業を開始し練馬駅北口を経由せず、逆に練馬車庫前行きは練馬駅で北口バスターミナルへ入らずに南口（練馬駅前）に停車し、西武池袋線に並行し桜台駅前を経由して練馬車庫前へ向かった後、杉並車庫へ回送した。回送は王78系統と同じく環七通りをひた走っていたが杉並車庫と練馬車庫の間は営業運転しなかった。
2013年（平成25年）4月1日付けの路線再編成で、西武バスが当路線と同一経路の新江線・練48系統を新設し40年ぶりに再参入した。都営側は出入庫運用を廃止し残りの便も大幅に減回した（1日4往復とし、新江古田駅発着はその内1往復のみ）。また「練馬区役所入口」「練馬駅前」の両停留所が廃止となった。猪瀬直樹知事による無駄な路線は廃止し民間に任せるべきだとの政策で、その半年後、2013年9月30日限りで都営便は運行を終了。事実上の民間移譲の形で60年以上にわたる歴史の幕を下ろした。

### 高71系統

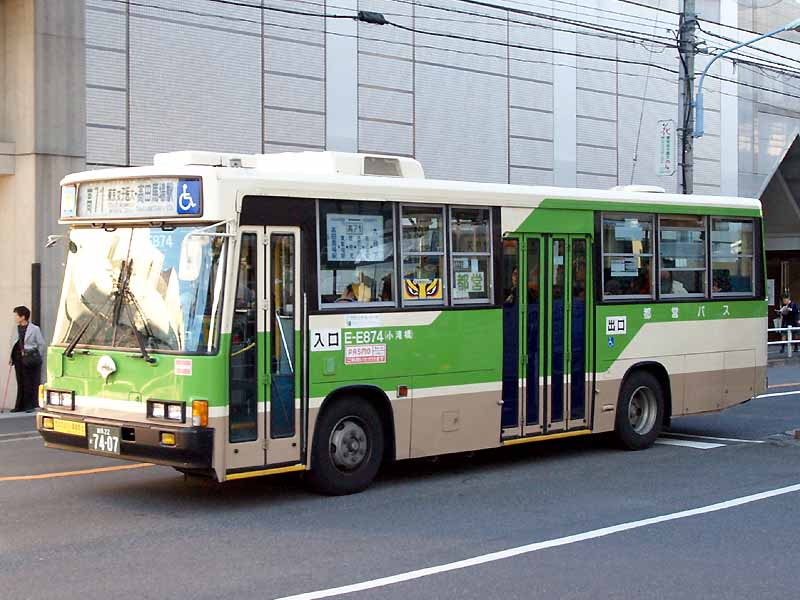
高71 (E-E874)

- 高71：高田馬場駅 - 新宿スポーツセンター入口 - 学習院女子大学 - 東新宿駅 - 東京女子医大前 - 防衛省前 - 市ヶ谷駅 - 九段下[4]

高田馬場駅から諏訪通り、明治通り、大久保通り、靖国通りを経由して九段下へ行く路線である。出入庫は当支所から青梅街道、職安通り、明治通り、早稲田通りの経路で回送される。乗務員休憩は早稲田営業所で実施する（早稲田車庫 - 高田馬場駅は回送）。
- 1950年（昭和25年）：121系統新井薬師駅 - 大久保駅 - 市ケ谷駅 - 小川町 - 東京駅丸の内北口線が開通する。関東バス、西武バスとの相互乗り入れ路線であった。当初は練馬営業所の担当だったが、1961年12月に小滝橋営業所へ移管される。
- 1969年2月2日：江古田二丁目 - 新井薬師駅間を延長する。
- 1971年（昭和46年）3月17日：関東バス、西武バスが撤退。都営は大久保駅 - 東京駅丸の内北口間に短縮して24系統と改める。
- 1972年（昭和47年）11月12日：系統番号を東71とする。
- 1986年（昭和61年）12月28日：高田馬場駅発着に変更する[5]。新田裏（日清食品前）付近の経路を上下統一。
- 1990年（平成2年）7月21日：九段下 - 東京駅丸の内北口間を廃止し、系統番号を高71に変更する[6]
- 2007年（平成19年）2月1日：「防衛庁前」停留所を「防衛省前」へ名称変更。
- 2008年（平成20年）3月30日：期間限定で一部の便を小滝橋車庫まで延長。
- 2014年（平成26年）4月1日：杉並支所へ移管、はとバス委託路線となる。
- 2016年（平成28年）3月14日：「都立障害者センター前」停留所を「早大理工前」へ名称変更。障害者センターの飯田橋移転による。
- 2022年（令和4年）4月1日：新宿支所が運行に参入する。
- 2025年（令和7年）4月1日：小滝橋営業所に再移管。[1]

### 秋72系統
- （都電12→512→）秋72：新宿駅西口 - 歌舞伎町 - 新宿三丁目 - 四谷三丁目 - 四谷駅西口 - 本塩町 - 市ヶ谷駅 - 九段下 - 神保町 - 須田町 - 岩本町

1970年3月の都電第5次撤去で廃止された都電12系統の代替バス・512系統として運転開始したものである。都営地下鉄新宿線の岩本町 - 新宿間開業に合わせ、1980年（昭和55年）3月15日限りで全線が廃止された。このうち市ヶ谷駅 - 九段下間は2014年（平成26年）4月に高71系統が小滝橋営業所から移管されたことにより、杉並支所担当のバス路線が34年ぶりに復活した形となった。

### 宿73・宿91系統
- （5→）宿73：新宿駅西口 - 中野坂上 - 東高円寺駅 - 堀ノ内 - 和田堀橋 - 代田橋 - 新代田駅
- 宿73：新宿駅西口 - 中野坂上 - 東高円寺駅 - 杉並車庫
- 宿73：新宿駅西口 - 中野坂上 - 東高円寺駅 - 堀ノ内
- 宿91：駒沢陸橋 - 野沢銀座 - 上馬 - 若林駅 - 新代田駅 - 代田橋 - 和田堀橋 - 堀ノ内 - 東高円寺駅 - 中野坂上 - 東京医大病院 - 新宿駅西口（1993年から2013年3月31日まで）
- 宿91：駒沢陸橋 - 野沢銀座 - 上馬 - 若林駅 - 新代田駅 - 代田橋 - 和田堀橋 - 堀ノ内 - 杉並車庫
- 宿91：野沢銀座 - 上馬 - 若林駅 - 新代田駅 - 代田橋 - 和田堀橋 - 堀ノ内 - 東高円寺駅 - 中野坂上 - 東京医大病院 - 新宿駅西口（1984年2月16日から1993年まで）
- （138→）宿91：大森操車所 - 大森駅山王口 - 馬込銀座 - 馬込駅 - 夫婦坂 - 洗足駅入口 - 大岡山小学校 - 柿の木坂二丁目 - 野沢銀座 - 上馬 - 若林駅 - 新代田駅 - 代田橋 - 和田堀橋 - 堀ノ内 - 東高円寺駅 - 中野坂上 - 東京医大病院 - 新宿駅西口（1967年6月25日から1984年2月15日まで。東京急行電鉄駒沢営業所と共同運行）

戦前には新宿駅 - 代田橋間が開通しており、戦後に新宿追分へ延伸された。代田橋側も新代田駅まで延伸、1972年（昭和47年）11月の系統番号整理により宿73系統となるが、第2次再建計画に伴う路線再編成で新宿追分 - 新宿駅西口を短縮、1990年（平成2年）3月に系統番号を統合、宿91系統に一本化された。その後、2013年（平成25年）4月1日に宿91系統は駒沢陸橋 - 新代田駅間を廃止、これにより大森時代のルートが消滅して宿73系統と同じルートとなった。現行路線の宿91系統については前述のとおり。

### 東75→（旧）宿75系統
- （300→）東75：東京駅南口 - 有楽町駅 - 日比谷 - 三宅坂 - 隼町 - 麹町四丁目 - 四谷駅 - 四谷三丁目 - 新宿三丁目 - 新宿追分 - 新宿駅西口 - 中野坂上- 東高円寺駅 - 杉並車庫 - 杉並区役所 - 荻窪駅 - 四面道 - 清水一丁目 - 清水操車所

※こちらがメインで、平日1日50便運転されていた。
- 東75：新宿駅西口 - 中野坂上 - 東高円寺駅 - 杉並車庫 - 杉並区役所 - 荻窪駅 - 四面道 - 荻窪警察署 - 善福寺 - 関町二丁目 - 東伏見 - 東伏見操車所

※こちらは、梅70、宿73、91、王78の各系統と重複していたため便数は少なく、平日1日5便のみ運転されていた。
- （旧）宿75：新宿駅西口 - 中野坂上 - 東高円寺駅 - 杉並車庫 - 杉並区役所 - 荻窪駅 - 四面道 - 清水一丁目 - （清水操車所）
- （旧）宿75：新宿駅西口 - 中野坂上 - 東高円寺駅 - 杉並車庫 - 杉並区役所 - 荻窪駅 - 四面道 - 桃井四丁目 - 荻窪警察署 - 善福寺 - 関町二丁目 - 東伏見 - 東伏見操車所[注釈 4]

新宿通りから杉並営業所の前を走る青梅街道へとひたすら走る長距離路線・300系統として開設された。1970年までは清水操車所から日比谷まで同一ルートで数寄屋橋から晴海通りをまっすぐ進み、晴海埠頭に達する支線の304系統も存在した（前述）。
荻窪駅以西は関東バスや西武バスのエリアだが、この路線は終始都営単独で運行され、地下鉄丸ノ内線の荻窪開業後も新宿以東から荻窪以遠への直通需要に支えられてきたが、第2次再建計画に伴う路線再編成により1977年（昭和52年）12月15日限りで東京駅 - 新宿駅間が廃止。初代・宿75（新宿駅西口 - 清水操車所 / 東伏見操車所）と系統番号を変えて運行を継続した。有楽町 - 新宿間は、並行路線の銀71系統が増便され代替となった（前述）。
改定後も、清水操車所までは平日1日61便の運転があったが、東伏見操車所行は改定後と同じ新宿駅西口始発であり、1日5便と運行本数が非常に少なかった。改定前の清水操車所までの便は、東京駅から運行されて直通の乗客が付いていた。ところが新宿打ち切りとしたことで乗客が一気に地下鉄や国鉄中央本線へと流れ、追加の路線再編成で廃止対象に挙がり1979年（昭和54年）11月22日限りで全線廃止となった。

### 中77系統
- （130→）（旧）中77：代田橋 - 和田堀橋 - 堀ノ内 - 蚕糸試験場前 - 中野駅北口(中野区役所前） - 中野五丁目 - 新井薬師駅前 - 哲学堂前 - 丸山車庫前 - 国立療養所中野病院東口 - 江原町二丁目 - 江古田駅前（1977年12月15日まで。関東乗合自動車→関東バス丸山営業所と共同運行）
- 中77：新代田駅 - 代田橋 - 和田堀橋 - 堀ノ内 - 東高円寺駅 - 中野駅南口 - 中野区役所前

1957年、関東乗合自動車（現：関東バス）と相互乗り入れの130系統として代田橋 - 中野駅 - 江古田駅に運転開始。1972年に系統番号が整理され中77系統となった。都営バスの練馬営業所の運用による池65系統と、哲学堂前から江古田三丁目まで、同じ道を運行するが、池65系統は停車しない関東バスの丸山営業所の停留所に、共通路線のため丸山車庫前として停車していた。
交通局第2次再建計画に伴う路線再編成で中野駅北口(中野区役所前）を境に分断され、中野駅と江古田駅の間は経路を一部変更のうえで関東バス単独の中41系統となった。この路線は既にあった中40系統：中野駅北口 - 江古田駅 - 茂呂郵便局前（現：小茂根停留所）の支線と位置付けられたが、関東バスは当時乗客に配布したチラシの中で、中41系統が都営・関東バス共管の中77系統の代替系統であると記載している。これにより中77系統は、中野駅 - 新代田駅前間を走る都営バスの単独系統となった。

しかし短縮前は、中野駅での乗り換えがなくスルー乗車ができたことで乗客が多数乗車していたが、分断後の中77系統は北半分の関東バス中41系統となった代替系統（中野駅 - 江古田駅）と対照的に、代田橋 - 代田操車場(停留所名称は新代田駅前)の回送区間を営業として延長して新代田駅前まで行けるようにしたが、中野駅での乗り換えが発生したためにメリットがなくなったことで、都営バス全体でも有数の赤字を揚げる不採算路線に転落した。第3次再建計画に伴う路線再編成では、真っ先に廃止対象に挙げられ、1982年（昭和57年）12月25日限りで廃止となった。

### 高79系統
- （9→136→）高79：高円寺駅北口 - 蚕糸試験場 - 堀ノ内 - 和田堀橋 - 代田橋 - 代田操車場[7]（1971年8月31日まで京王帝都電鉄永福町営業所と共同運行）

1957年（昭和32年）、9系統として営業を開始。後に京王帝都電鉄（現：京王バス東）が新規参入して136系統になる。1971年（昭和46年）8月31日限りで京王が撤退。都営は高79と系統番号を改めてそのまま存続したが、交通局第2次再建計画に伴う路線再編成により1977年（昭和52年）12月15日限りで廃止、高円寺駅(※王78系統の高円寺駅入口は存続）前から都営バスが消滅した。その後2014年（平成26年）、佼成病院が杉並区和田へ移転する際に当路線の経路が京王バス東の高46高円寺駅 - 佼成病院線として、一部区間ながらも37年ぶりに別会社で復活を果たした。
京王も元は高円寺駅前に乗り入れる路線があった。

### 305系統
- 305：新宿駅西口 - 荻窪駅 - 田無駅入口 - 南街（※現梅70南街入口） - 貯水池下 - 箱根ケ崎 - 青梅駅 - 二俣尾 - 御嶽駅 - 川井駅 - 鳩ノ巣 - 氷川駅（現：奥多摩駅）- 奥多摩湖（奥多摩振興バス→西東京バス青梅営業所と共同運行）

1960年（昭和35年）7月に運行開始。全長71.576 kmと都営バス歴代最長路線で、ほぼ全区間に渡って青梅街道を走行した。3 - 11月休日の1往復のみ（新宿駅8:00発、奥多摩湖発18:00）の運行で、快速便とされ上記の停留所のみの停車であった。もう一便は、奥多摩振興バスによる。
国鉄青梅線の利便性が上がり、加えてモータリゼーションの進行とそれに伴う渋滞悪化で、1970年（昭和45年）11月の運行を最後に運行休止。正式には翌1971年（昭和46年）3月31日限りで廃止された。青梅駅から御嶽駅にかけての都営バス路線は、1990年（平成2年）7月に土曜・休日のみ運行の梅01系統が設定されたことにより19年ぶりに復活した。

### 深夜中距離バス
- 701：西銀座 → 四谷三丁目 → 新宿駅東口 → 新宿駅西口 → 荻窪駅北口（1969年から1974年まで。関東バス青梅街道営業所と共同運行）
- 深夜中距離：銀座 → 四谷三丁目 → 新宿駅東口 → 新宿駅西口 → 荻窪駅北口 → 北裏 → 三鷹駅（関東バス武蔵野営業所と共同運行）

深夜中距離バスのルーツは、1969年（昭和44年）に都営初の深夜バスとして営業を始めた4路線のうちの1つ、深夜帰宅バス701系統である。この系統は当時存在した300系統の変形として、西銀座（現：数寄屋橋）始発で平日の24時に出発するものだった。その後、オイルショックによる環境の変化やタクシー業界への影響を考慮して、1974年にいったん廃止された。
それから15年以上を経て、バブル景気中の1990年（平成2年）6月18日に関東バスとの共同運行で復活。荻窪駅から先の関東バスエリアへも対象を拡大した。毎日2便が運行され、1カ月ごとに初便（24時30分発）と最終便（24時50分発）で都営・関東と担当を交代するという特異な運行形態を取った。車両は品川営業所から貸切車を調達して転用していた。関東バスは青梅街道沿いにある青梅街道営業所担当ではなく、三鷹駅から近い武蔵野営業所が担当していた。
2000年（平成12年）12月11日限りで都営が撤退、都営の専用車（D-W097号車。日野・セレガ）も関東バスに譲渡され、塗装を変えてそのまま使用された。以降は2便とも関東バス単独となって現在に至る。

## 車両
車掌の廃止、ワンマン化のための準備で、ワンマン運転に対応した車体を架装したバスが、初配置された営業所の一つであった。日野自動車のRB10形に、富士重工業のR13形の車体を載せ、中引戸で、車掌台が設置されているが、前にも折戸を設置した。全面の上部が傾斜している車体であったので、折戸の前半分の上部は、斜めにカットされて、はまる窓硝子も三角形をしていたのが特徴であった。この試作車体の成功により、他社の車輌でも、ワンマン運転を行える前折戸が設置されるようになった。日野自動車RB10の増備と、他営業所用に、日産ディーゼルの4R93、4R94等にも同じ富士重工業R13形の車体が架装された。他社製の車輌、車体もワンマン運転可能な車体が架装されることになった。(都営交通50年誌、都営バス90年史参照)